# Caryophyllia
Genre
Statut CITES
Caryophyllia est un genre de coraux durs de la famille des Caryophylliidae.

## Caractéristiques
Chez ce genre, le corallum est solitaire, attaché ou libre. Lorsqu'il est attaché, il peut être cylindrique, trochoïde ou cératoïde, et lorsqu'il est libre, il prend souvent une forme de corne. Le calice est circulaire, elliptique ou comprimé, avec des épines sur le bord thécal chez les espèces ayant des corallums comprimés. La symétrie des septes est variable, mais la symétrie hexamérale avec quatre cycles de septa est la plus fréquente. Une couronne de pali (ou lobes paliformes)  est présente avant le pénultième ou, plus rarement, l'antépénultième cycle de septa. La columelle est fasciculée, constituée de plusieurs lamelles torsadées. Les polypes sont translucides, de couleur rouge, orange ou jaune, et possèdent des tentacules rétractiles. Ce genre est exclusivement azooxanthellé et commun dans les eaux profondes.

## Registre fossile
L'apparition de Caryophyllia remonte vers 160 Ma environ et repose sur les espèces du Jurassique supérieur (Oxfordien) C. simplex et C. suevica. Ces deux espèces possèdent des pali « vrais » bien développés présents dans une seule couronne avant le cycle pénultième de septes, une columelle fasciculée composée de plusieurs lamelles torsadées et des parois septothécales. Ensemble, ces caractéristiques n'apparaissent que chez les représentants fossiles et actuels de ce genre.

## Habitat et répartition
Les espèces de ce genre se trouvent dans tous les océans et à toutes les latitudes. Principalement situés dans les eaux profondes, sur les monts et collines sous-marines, avec peu de lumière, bien qu'on les trouve également dans des eaux peu profondes. Ils se fixent sur des rochers, des coquillages ou des coraux morts depuis la surface jusqu'à 2 670 mètres de profondeur.

## Reproduction
La gamétogenèse est quasi continue chez les espèces de ce genre, qui, avec le genre Flabellum, sont les seuls coraux des eaux froides à être hermaphrodites.

## Classification

### Systématique
Le nom valide complet (avec auteur) de ce taxon est Caryophyllia Lamarck, 1801.
Caryophyllia a pour synonymes :
- Amblocyathus d'Orbigny, 1849
- Anthophyllea Link, 1807
- Anthophyllum Schweigger, 1819
- Anthrophyllum Schweigger, 1819
- Caryophyllia (Ceratocyathus) Seguenza, 1861
- Ceratocyathus Seguenza, 1861
- Cyathina Ehrenberg, 1834
- Cylindrocyathus Alloiteau, 1952
- Paterocyathus Duchassaing & Michelotti, 1860
- Plesiocaryophyllia Alloiteau, 1958
- Turbinolia (Cyathina) Ehrenberg, 1834

### Publication originale
- Lamarck, J. B. (1801). Système des animaux sans vertèbres, ou tableau général des classes, des ordres et des genres de ces animaux; Présentant leurs caractères essentiels et leur distribution, d'apres la considération de leurs rapports naturels et de leur organisation, et suivant l'arrangement établi dans les galeries du Muséum d'Histoire Naturelle, parmi leurs dépouilles conservées; Précédé du discours d'ouverture du Cours de Zoologie, donné dans le Muséum National d'Histoire Naturelle l'an 8 de la République. [System of animals without vertebrae, or general table of the classes, orders and genera of these animals; Presenting their essential characteristics and their distribution, according to the consideration of their natural relationships and their organization, and following the arrangement established in the galleries of the Museum of Natural History, among their preserved remains; Preceded by the opening speech of the Course of Zoology, given in the National Museum of Natural History in the year 8 of the Republic.]. Published by the author and Deterville, Paris. : viii + 432 pp. lire